# 私のホストちゃん〜しちにんのホスト〜
『私のホストちゃん〜しちにんのホスト〜』（わたしのホストちゃん しちにんのホスト）は、テレビ朝日で2011年10月5日から2012年3月28日まで毎週水曜日 1:51 - 2:21（火曜日深夜）に放送された日本のテレビドラマ。
『私のホストちゃんS〜新人ホストオーナー奇跡の密着6カ月〜』が2014年4月1日から9月23日まで放送された。
原案は、アメーバモバイル内のゲーム『私のホストちゃん』（2010年12月開始）と『私のホストちゃん～club vanilla編～』（2011年10月開始）で、それらは2013年3月末に終了した後、2014年3月に『私のホストちゃんS』としてリニューアルされた。特に『club vanilla編』はホストの画像が写真を使用していた。

## 概要
「とあるホストクラブに対し半年間の密着取材を行う」という体裁で行われるモキュメンタリードラマ。そのため一部不可解な個所や笑いを取る点（甘王の目線が頻繁にずれるなど）などドキュメンタリーとして不適当な個所があり、視聴者にはこれがあくまでもフィクションであることがわかるようになっている。同様に番組の前後には注意書きが表示される。

## あらすじ
数多くのホストクラブが軒を並べる新宿・歌舞伎町で注目を集めている店『クラブ・バニラ』。そこは、かつて大阪で「伝説のホスト」と呼ばれた男・甘王が店長を務め、自らが引き抜いた凄腕ホスト5人を集めた少数気鋭が集っている。そこでは、「3か月後に売上が最下位のホストは、クビ」という厳しいルールがあった。5人のホストたちは、『バニラ』で生き残るために、熾烈な順位争いを繰り広げる。

## 出演者
放送中は演者の名前は公式サイトでは明かされず、最終回終了後に正式に全て表示されるようになった。下記の出演者のほか、実在するホストや元ホストなども登場する。

### オーナー
甘王（あまおう）
演 - オキャディー
かつて大阪で「伝説のホスト」と呼ばれた男。「甘王なめんなよ！」「○○なめんなよ！」が口癖。プライバシー保護のため、目が黒線で隠されている。
時折ホスト達に理不尽な暴力や強制をさせ、さらには取材陣までやらせようとするが毎回強面のカメラマンに返り討ちに合っている。
夕妃が働く条件として2月のみ7人のホストと一緒に対決し、1位にならなければ甘王が土下座、1位になれば夕妃が土下座する賭けを行った。どうしても1位になりたいがために姑息な手段を使うも、幻で出てきた大鶴義丹に諭され自らの負けを認め、大勢の観衆の前で土下座をすると同時にホスト界から去ることを決める。
Zepp Tokyoで行われた最終回公開収録にて大観衆の前で土下座するが、甘王を思うホスト達全員も土下座した結果甘王の土下座が無くなりホスト界に戻れることに。しかし、突如壇上に上がった甘王の太客に背中を刺され、大量に血を吹き出しながらホスト達の「とんぼ」によって看取られる。その後、ヒロが使った魔法によって一瞬だけ生き返りヒロの「魔法が使えるようになりたい」という夢を少しだけ叶えて息を引き取る。
が、もちろんこのドキュメント自体は嘘なため、カットがかかってから再び起き上がり、最後は血だらけのまま番組を締めた。

### ホスト
早乙女蓮（さおとめ れん）
演 - 塩川渉
オラオラ系。
白石咲夜（しらいし さくや）
演 - 平田裕一郎
王子様系。
一之瀬隼人（いちのせ はやと）
演 - 五十嵐麻朝
一匹狼系。常に№1をキープしている。
龍我（りゅうが）
演 - 長濱慎
体育会系。咲夜のヘルプ担当。
圓城葵（えんじょう あおい）
演 - 向山毅
小悪魔系。「ボッキンガム宮殿」といった下ネタを使ってくる。咲夜のヘルプ担当。
鳳条夕妃(ほうじょう ゆうき）
演 - 廣瀬智紀
2012年1月から在籍。No1キラー。

### 脱落したホスト
ヒロ
演 - 町田宏器
ピュアな心を持つ性格イケメン系。2011年12月までの売り上げ対決において最下位になり脱落。隼人のヘルプ担当だった。しかし、2012年2月からは甘王が参加することからボーイとしてVanillaに戻る。沖縄から上京してきて間もない（演じる町田も実際に沖縄から上京したばかり）。ハリー・ポッターが好きで「魔法が使えるようになりたい」のが夢。
翔（しょう）
演 - 鶏冠井孝介
元サラリーマン系。ゲーム上では2012年3月に売上最下位で脱落。蓮のヘルプ担当だった。

### その他
コールクリエイター / 伊東（いとう）
演 - 伊藤俊一（ムートン）
合いの手クリエイターイトゥーの双子の兄。プライバシー保護のため、目が黒線で隠されている。
合いの手クリエイター / イトゥー
演 - 伊藤俊一（ムートン）
コールクリエイター伊東の双子の弟。プライバシー保護のため、目が黒線で隠されている。
ナレーション
演 - 大鶴義丹
番組のナレーションを務める。最終回前には「一度でいいから本編に出たかった」と甘王を諭す本人の幻として出演した。
来店した客
全員プライバシー保護のため目線が入れられているが、声は変えておらず、代表曲を歌うなど簡単に正体がわかるようになっている。最終回では「スペシャルサンクス」として表記された。
- NANA（MAX）
- 石井明美
- 千紗（girl next door ） - 番組のテーマ曲「ブギウギナイト」も歌っている。
- 鶴久政治
- 布川敏和
- S Cawaii! 読者モデル。

## スタッフ
- 演出・構成 - 鈴木おさむ
- 構成 - 岩本哲也
- 業態監修 - 夕聖
- 技術 - ジェイ・クルー
- 美術 - テレビ朝日クリエイト
- 音響効果 - デジタルサーカス
- 編集・MA - ザ・チューブ
- ディレクター - 岡田純一、渡辺資
- プロデュース - 奥村彰浩、山口一美
- 協力 - サイバーエージェント
- 製作 - テレビ朝日、MMJ

## 放送日程
| 話数   | 放送日         | サブタイトル                      | 視聴率 |
| ------ | -------------- | --------------------------------- | ------ |
| 第1話  | 2011年10月05日 | 「新宿ホスト店（秘）潜入!!」      | 3.0%   |
| 第2話  | 10月12日       | 「歌舞伎町クラブ（秘）潜入」      | 2.3%   |
| 第3話  | 10月19日       |                                   | 1.9%   |
| 第4話  | 10月26日       | 「歌舞伎町（秘）ホスト対決」      | 1.5%   |
| 第5話  | 11月02日       | 「愛してるホスト（秘）テク」      | 2.0%   |
| 第6話  | 11月09日       | 「罰はトイレ掃除!!（秘）対決」    | 2.1%   |
| 第7話  | 11月16日       | 「（秘）芸能人来店！全面戦争」    | 2.1%   |
| 第8話  | 11月23日       | 「（秘）禁断胸毛!?ホストクビ」    | 2.3%   |
| 第9話  | 11月30日       | 「（秘）学園祭&親に（秘）激白!!」 | 2.2%   |
| 第10話 | 12月07日       | 「歌舞伎町ホスト店激突」          | 1.9%   |
| 第11話 | 12月14日       | 「ホスト参戦表明（秘）決戦」      | 1.7%   |
| 第12話 | 12月21日       | 「（秘）歌うまNo.1ホスト対決」    | 1.7%   |
| 第13話 | 2012年01月11日 | 「クビは誰（秘）ホスト対決」      | 2.0%   |
| 第14話 | 1月18日        | 「（秘）ホストNo.1抗争勃発」      | 2.5%   |
| 第15話 | 1月25日        | 「（秘)大号泣…ビリ決定瞬間」      | 2.3%   |
| 第16話 | 2月01日        | 「（秘）ついに伝説ホスト参戦」    | 2.3%   |
| 第17話 | 2月08日        | 「感動!!ついに甘王参戦」          | 1.3%   |
| 第18話 | 2月15日        | 「クラブ騒然（秘）事件勃発」      | 1.6%   |
| 第19話 | 2月22日        | 「衝撃ホスト（秘）デビュー」      | 1.8%   |
| 第20話 | 2月29日        | 「謎キス魔がイケメン襲う」        | 2.0%   |
| 第21話 | 3月07日        | 「（秘）恐怖土下座じゃんけん」    | 1.0%   |
| 第22話 | 3月14日        | 「スクープ甘王土下座!?」          | 1.6%   |
| 第23話 | 3月21日        | 「密着半年（秘）名場面続々」      | 1.9%   |
| 最終話 | 3月28日        | 「甘王死す!?衝撃（秘）結末」      | 1.5%   |

## ネット局
| 放送対象地域 | 放送局           | 系列           | 放送日時                         | 放送開始日    | 備考   |
| ------------ | ---------------- | -------------- | -------------------------------- | ------------- | ------ |
| 関東広域圏   | テレビ朝日（EX） | テレビ朝日系列 | 水曜日 1:51 - 2:21（火曜日深夜） | 2011年10月4日 | 制作局 |

ネット配信
- YouTube - 2011年10月4日（UTC）より配信開始。
- テレ朝動画 - 2011年10月5日より配信開始。

| テレビ朝日 水曜1:51 - 2:21（火曜深夜）枠                              | テレビ朝日 水曜1:51 - 2:21（火曜深夜）枠                    | テレビ朝日 水曜1:51 - 2:21（火曜深夜）枠                       |
| 前番組                                                                | 番組名                                                      | 次番組                                                         |
| --------------------------------------------------------------------- | ----------------------------------------------------------- | -------------------------------------------------------------- |
| ちょこっとだけ最先端バラエティー さきっちょ☆ 【ここまでバラエティ枠】 | 私のホストちゃん〜しちにんのホスト〜 【本番組のみドラマ枠】 | ブロサー 【ここから再びバラエティ枠】                          |
| テレビ朝日 鈴木おさむ演出・脚本の深夜ドラマ                           |                                                             |                                                                |
| -                                                                     | 私のホストちゃん〜しちにんのホスト〜                        | ガールズトーク〜十人のシスターたち〜 （2012.10.3 - 2013.3.27） |

## 私のホストちゃんS〜新人ホストオーナー奇跡の密着6カ月〜
2014年4月2日から9月24日まで毎週水曜日1:26 - 1:56（火曜日深夜）に放送されていた日本のテレビドラマ。主演は松下優也。

### 出演者
オーナー
演 - 今井華（女性オーナー役）

ボーイ（金閣・銀閣）
演 - なすなかにし - 目を黒線で隠しているため、公式には載せていないが、甘王同様目の黒線が外れる事で、それぞれが那須・中西であることが確認できる。

ホスト
- 影規（かげき） - 松下優也
- 流星（りゅうせい） - 久保田秀敏
- 鈴木貴之 → 鈴木琉生 ※本人役
- UsukeDevil ※本人役
- 羅王丸 ※本人役

### スタッフ
- 原作 - 『私のホストちゃんS』（サイバーエージェント アメーバ提供）
- 構成・演出 - 鈴木おさむ
- プロデューサー - 吉村周（テレビ朝日）、山口一美（MMJ）、坂井良美（MMJ）
- 制作 - テレビ朝日、MMJ

### 放送日程
| 話数   | 放送日        | サブタイトル                                                                                    |
| ------ | ------------- | ----------------------------------------------------------------------------------------------- |
| 第1話  | 2014年4月02日 | タレント今井華がホストクラブのオーナーに挑戦！                                                  |
| 第2話  | 4月09日       | 勝間和代がホスト流星の接客をテスト！流星の月間売上を査定…結果は!?                               |
| 第3話  | 4月16日       | ホストオーディション開催！新ホストが誕生!? は!?                                                 |
| 第4話  | 4月23日       | 影規&鈴木 ホストてっぺん川柳 ホスト・UsukeDevilが誕生!?                                         |
| 第5話  | 4月30日       | 勝間和代が鈴木&Usukeを査定！羅王丸のバイブステスト！                                            |
| 第6話  | 5月07日       | キックボクサー羅王丸の「格闘家兼ホスト」は認められるのか？オーナー今井華&ホスト達が試練に挑む！ |
| 第7話  | 5月14日       | Club S ついに開店！しかし早くもトラブルが…！                                                    |
| 第8話  | 5月21日       | 影規 今宵復活！志茂田景樹による 羅王丸接客テスト！                                              |
| 第9話  | 5月28日       | 影規&流星 売り上げ対決！                                                                        |
| 第10話 | 6月04日       | 羅王丸のホスト写真撮影！影規の歌「ヒダマリノハナ」                                              |
| 第11話 | 6月11日       | 鈴木が改名！歌舞伎町の母 登場Club Sオリジナルシャンパンコール完成！                             |
| 第12話 | 6月18日       | 今井考案！頭ポンポンサービス導入決定！イベント「AH!YEAH!OH!YEAH!2014」参加！                    |
| 第13話 | 6月25日       | 歌舞伎町のルールを羅王丸が破った!?                                                              |
| 第14話 | 7月02日       | 試合目前の羅王丸をメンバーが激励！甘王VSオーナー今井 「ワンランクワード」対決!!                 |
| 第15話 | 7月09日       | Club S VS 甘王のボウリング対決！                                                                |
| 第16話 | 7月16日       | ホスト界オーナーカルタ対決！オーナー今井の叔母「エリカママ」登場！                              |
| 第17話 | 7月23日       | エリカママの衝撃の真実が明らかに…！夕妃VS鈴木!?                                                 |
| 第18話 | 7月30日       | 1ヶ月後クビになるホストは誰!? Club S No.1レース開始！                                           |
| 第19話 | 8月06日       | 羅王丸の人生をかけた試合勝敗の行方は…!?                                                         |
| 第20話 | 8月13日       | 今夜 伝説の瞬間を刮目せよ！甘王の激闘名場面BEST9                                                |
| 第21話 | 8月20日       | ホストちゃんとアフターに行った気になれるvtrが完成！運命の試合を終えた羅王丸の決断は!?           |
| 第22話 | 8月27日       | Club S No.1レース開催中！羅王丸のためにホスト達が立ち上がる…！                                  |
| 第23話 | 9月03日       | ボーイズラブ接客SP！私のホストちゃんS ファンミーティング開催！                                  |
| 第24話 | 9月010日      | 私のホストちゃんS ファンミーティング開催！アフターに行った気になれるVTR 甘王編                  |
| 第25話 | 9月17日       | 羅王丸に新恋人 発覚疑惑？新人ホスト 深雪が登場･･！舞台私のホストちゃん 製作発表記者会見         |
| 最終話 | 9月24日       | 私のホストちゃんS 最終話                                                                        |

| テレビ朝日 水曜1:26 - 1:56（火曜深夜）枠        | テレビ朝日 水曜1:26 - 1:56（火曜深夜）枠                                    | テレビ朝日 水曜1:26 - 1:56（火曜深夜）枠 |
| 前番組                                          | 番組名                                                                      | 次番組                                   |
| ----------------------------------------------- | --------------------------------------------------------------------------- | ---------------------------------------- |
| -                                               | 私のホストちゃんS 〜新人ホストオーナー奇跡の密着6カ月〜 （2014.4.2 - 9.24） | BF会議 （2014.10.1 - 2015.3.25）         |
| テレビ朝日 鈴木おさむ演出・脚本の深夜ドラマ     |                                                                             |                                          |
| ガールズトーク 薔薇組 （2013.10.3 - 2014.3.26） | 私のホストちゃんS 〜新人ホストオーナー奇跡の密着6カ月〜 （2014.4.2 - 9.24） | -                                        |

## 舞台版
ドラマの設定をもとに、ホストのきらびやかで厳しい世界を面白おかしくドキュメンタリータッチで描き、舞台ならではの臨場感と新キャストを加えたオリジナルストーリーで展開する。また、ホストクラブの指名制度を大胆に取り入れたポイントシステムや、出演ホストの人気ランキングによってエンディングが日替わりで異なるマルチエンディング方式を取り入れている。

### 主なスタッフ
- 総合プロデュース - 鈴木おさむ
- 企画 - 佐藤浩輝
- 脚本・演出 - 村上大樹
- 音楽 - 金子隆博
- 美術 - 秋山光洋
- 照明 - 斎藤真一郎
- 振付 - EBATO
- 舞台監督 - 寅川英司、鴉屋、弘光哲也
- 制作進行 - 佐々木康志
- プロデューサー - 吉池ゆづる

### 舞台「私のホストちゃん」
ドラマ版「私のホストちゃん」の舞台、クラブバニラに、新人ホスト・霧都がやってくるところから物語は始まる。霧都がホストのイロハを学んでいく中、歌舞伎町を揺るがす大事件が巻き起こる。大阪・ミナミの人気クラブ「ビビッド」が、歌舞伎町に移転してくるという！そしてビビッドのナンバー１に君臨していたのは、以前バニラを追い出されたホスト・影規であった。より女心を掴む店はどっちだ!?東京VS大阪のバトルが幕を開く！
公演概要
2013年10月25日 - 11月4日。青山劇場。
キャスト
霧都 - 山本裕典
影規 - 松下優也
虎之助 - 吉村卓也
悠矢 - 上鶴徹
流星 - 久保田秀敏
零 - 松本寛也
一之瀬隼人 - 五十嵐麻朝
白石咲夜 - 平田裕一郎
早乙女蓮 - 塩川渉
翔 - 鶏冠井孝介
龍我 - 長濱慎
圓城葵 - 向山毅
鳳条夕妃 - 廣瀬智紀
ヒロ - 町田宏器
木月 - 貴水博之
藤山 - ダイアモンド✡ユカイ
甘王 - オキャディー
秘書 - 二瓶拓也
フレッシュボーイ - 佐藤友祐
溜池理代子 - 池谷のぶえ
轟希 - 香寿たつき
SOLIDEMO

### 舞台「私のホストちゃん 〜血闘！福岡中洲編〜」
舞台版第2弾。福岡の歓楽街"中洲"を舞台に、ホスト19名によってさらに白熱したランキングが繰り広げられる。
公演概要
- 東京公演：2014年12月5日 - 14日。日本青年館大ホール。
- 大阪公演：2014年12月26日 - 27日。森ノ宮ピロティホール。

キャスト
華音 - 松岡充
時桜 - 荒木宏文
一之瀬隼人 - 五十嵐麻朝
白石咲夜 - 平田裕一郎
鳳条夕妃 - 廣瀬智紀
流星 - 久保田秀敏
深雪 - 染谷俊之
めろう☆ - めろちん
士郎 - 富田翔
早乙女蓮 - 塩川渉
翔 - 鶏冠井孝介
アンド竜 - 安藤龍
剣夜 - 秋元龍太朗
彗星 - 株元英彰
勇斗 - 長崎勇輝
RUI - 畠山遼
ヒロ - 町田宏器
罰天 - 永松文太
ヤマト - 岡﨑大和
浮動豹 - なだぎ武
甘王 - オキャディー
犬童響子 - 村岡希美
神楽木ユミ - 佐藤真弓
草壁 - 三上市朗
遠藤留奈
小野川晶
神戸アキコ
高橋明日香

### 舞台「私のホストちゃん THE FINAL 〜激突！名古屋栄編〜」
舞台版第3弾。最後に、もう一度だけ、一緒に夢をみたいから…。
2013年10月に第1弾、2014年12月に第2弾と、
お客様によるリアル指名ランキングシステムを導入した前代未聞のライブ・エンタテイメントとして
話題沸騰の人気舞台、『私のホストちゃん』。ついに完結編となる第3弾。
シリーズ史上最多のホスト20名による白熱したランキング争いが繰り広げられる。
公演概要
- 東京公演：2016年1月29日 - 2月14日。銀河劇場。
- 福岡公演：2016年2月20日。ももちパレス大ホール
- 大阪公演：2016年2月26日 - 28日。森ノ宮ピロティホール。
- 名古屋公演：2016年3月1日 - 2日。名古屋芸術創造センター。

キャスト
夕妃 - 廣瀬智紀
咲夜 - 平田裕一郎
流星 - 久保田秀敏
隼人 - 五十嵐麻朝
深雪 - 染谷俊之
璃来哉 - 黒羽麻璃央
直 - 小澤廉
大湖 - 杉江大志
光星 - 井澤勇貴
何時果 - 瀬戸利樹
哀 - KODAI （X4）
憂 - T-MAX（X4）
葵 - 向山毅
蓮 - 塩川渉
翔 - 鶏冠井孝介
ヒロ - 町田宏器
真純 - 青柳塁斗
寿司郎 - 中村龍介
温人 - 山口大地
松坂 - 渡辺和貴
大曽根 - 福井晶一
桃子 - 仁藤萌乃
紫乃 - 和田瑠子
みどり - 阿久澤菜々
美紅 - 藤澤希未
蜂谷洋子 - 新谷真弓
蟻塚琴乃 - 西丸優子
甘王 - オキャディー
シナガワ - 加藤啓
錦マミ - 小川菜摘

### 舞台「私のホストちゃん REBORN」
舞台版第4弾。今回はフレッシュホスト20名によるランキング争い！
そして、選ばれし新世代No.1ホストちゃんは、深雪・流星の牙城を崩せるのか!!
公演概要
- 東京公演：2017年1月11日 - 22日。サンシャイン劇場。
- 大阪公演：2017年1月28日 - 29日。森ノ宮ピロティホール。
- 名古屋公演：2017年2月1日 - 2日。東海市芸術劇場大ホール。

キャスト
深雪 - 染谷俊之
流星 - 久保田秀敏
理人 - 猪野広樹
遥 - 河原田巧也
茶々彦 - 米原幸佑
檸檬 - 松井勇歩
絵空 - 和合真一
海斗 - 小沼将太
幸之助 - 土井一海
唯我 - 宮城紘大
好平 - 輝山立
豪太 - 森田桐矢
玉緒 - 冨沢竜也
一真 - 蔵田尚樹
氷河 - 糸川耀士郎
蜜柑 - 藤戸佑飛
騎士 - 橋本全一
鋭利 - 萩尾圭志
純一郎 - 益満洸輝
快晴 - 勧修寺玲旺
拓磨 - 武子直輝
愛哉 - 田村良太
城ヶ崎ハニー - 伊藤修子
華麗華 - 幸田尚子
鈴音 - 石橋穂乃香
KABUKIMAX - masaharu
甘王 - オキャディー
ねぶり輝彦 - 久ヶ沢徹
黒池友里恵 - 手塚理美
高田郁恵
久保田南美
鈴木アメリ
池之上真菜

### 舞台「私のホストちゃん REBORN 〜絶唱！大阪ミナミ編〜」
舞台版第5弾。17人の強者キャストが大集結！ナンバーワンホストの座は誰の手に―？
公演概要
- 東京公演：2018年1月19日 - 1月28日。サンシャイン劇場。
- 愛知公演：2018年1月31日 - 2月1日。東海市芸術劇場。
- 広島公演 : 2月6日。広島県立文化芸術ホール。
- 大阪公演：2018年2月10日 - 2月11日。サンケイホールブリーゼ。

キャスト
紫音 - 古屋敬多（Lead）
愛夜香 - 寺田拓哉
珠輝 - 小坂涼太郎
湊人 - 三浦海里
うさぎ - 小林亮太
瑞月 - 釣本南（Candy Boy）
情事 - 杉江優篤
恋太郎 - TAKA（CUBERS）
茶々彦 - 米原幸佑
檸檬 - 松井勇歩
哀 - 吉田広大
豪太 - 森田桐矢
響介 - 佐々木和也（SOLIDEMO）
一真 - 蔵田尚樹
氷河 - 糸川耀士郎
蜜柑 - 藤戸佑飛
騎士 - 橋本全一
ジャネット - LiLiCo・大林素子（Wキャスト）
松風ちひろ - 悠未ひろ
甘王 - 緒方雅史
阿倍野ハルカ - 野口かおる
蛭田次郎 - 鬼頭真也
心斎橋リリー - 小柳ゆき
謎田謎彦（仮名） - 三ツ矢雄二

### 舞台「私のホストちゃん THE PREMIUM」
舞台版第6弾。
公演概要
- 東京公演：2019年2月1日 - 2月24日。オルタナティブシアター。
- 名古屋公演：2019年3月2日 - 3月3日。ウインクあいち 大ホール。
- 大阪公演：2019年3月8日 - 3月10日。松下IMPホール。

キャスト
心星 - ソンジェ（SUPERNOVA）
瞬 - 松本岳
真那武 - 高本学
哀 - 吉田広大（X4）
豪太 - 森田桐矢
響介 - 佐々木和也（SOLIDEMO）
憂 - T-MAX（X4）
瑞月 - 釣本南（Candy Boy）
群青 - 西野太盛
天聖 - 高岡裕貴
猟平 - 白柏寿大
蜜柑 - 藤戸佑飛（劇団Patch）
雨音人 - JUKIYA（X4）
銀河 - 聖貴
派手彦 - 上野貴博（イケ家!）
情事 - 杉江優篤
士郎 - 富田翔
ナオミ - 上野なつひ
甘王 - 緒方雅史
錦マミ - 小川菜摘

### 舞台「私のホストちゃん THE LAST LIVE」〜最後まで愛をナメんなよ!〜
舞台版第７弾。舞台「私のホストちゃん」、本気の終幕！
公演概要
- 東京公演：2020年1月30日 - 2月2日。日本青年館大ホール。
- 名古屋公演：2020年2月11日。名古屋市公会堂。
- 大阪公演：2020年2月14日 - 2月16日。NHK大阪ホール。
- 東京特別公演：2020年2月20日。チームスマイル 豊洲PIT。

キャスト
華音 - 松岡充
心星 - ソンジェ（SUPERNOVA）
茶々彦 - 米原幸佑
哀 - 吉田広大（X4）
豪太 - 森田桐矢
憂 - T-MAX（X4）
湊人 - 三浦海里
瑞月 - 釣本南
群青 - 西野太盛
天聖 - 高岡裕貴
猟平 - 白柏寿大
雨音人 - JUKIYA（X4）
一真 - 蔵田尚樹
蜜柑 - 藤戸佑飛（劇団Patch）
派手彦 - 上野貴博（イケ家!）
情事 - 杉江優篤
甘王 - 緒方雅史